# Kleine zilverreiger
De kleine zilverreiger (Egretta garzetta) is een witte vogel uit de familie van de reigers. Het is in Nederland en Vlaanderen een broedvogel in klein, maar toenemend aantal.

## Uiterlijke kenmerken
De kleine zilverreiger zit qua formaat in tussen de kwak en de ralreiger. De vogel heeft zwarte poten met gele tenen en een lange witte kuif (in de zomer). De kleine zilverreiger is 55-65 cm lang en heeft een spanwijdte van 88 tot 106 cm. Hij lijkt erg op de grote zilverreiger, maar die is gemiddeld 30 cm langer (90 cm, spanwijdte 150 cm, zo groot als een blauwe reiger), heeft zwarte tenen en in de zomer is de snavel van de grote zilverreiger geel.

## Leefwijze
Het is een vogel van draslanden zoals lagunes, meren, plassen en rivieren. De vogel broedt in dicht moerasbos, vaak in gezelschap van andere reigers en andere watervogels..
Het nest bestaat uit takken, bladeren en veren en wordt voornamelijk gemaakt in bomen en flinke struiken. Soms wordt op de grond of in het riet genesteld. Het mannetje verzamelt het materiaal waarmee het vrouwtje het nest maakt. Ze legt drie of vier lichtblauw-groene eieren. De eieren worden zowel door het mannetje als het vrouwtje uitgebroed. Na een broedperiode van 20 tot 26 dagen komen de eieren uit. Na 20 tot 25 dagen zitten de jongen volledig in de veren en kunnen ze het nest verlaten. Na anderhalve maand kunnen de jonge vogels zelfstandig leven. Het voedsel wordt in ondiep water druk heen en weer wadend gezocht, en bestaat uit visjes, insecten, weekdieren en kikkers. Aan de kust worden veel garnalen en kreeftjes gegeten.
In milde winters blijven vele kleine zilverreigers soms in Nederland of trekken naar Zuid-Europa. In strenge winters gaan ze in groten getale verder, van Noord-Afrika tot Senegal, Kameroen en Kenia. De kleine zilverreiger trekt overdag, vaak in kleine groepen. In Nederland keren ze in maart of april terug.

## Voorkomen

### Internationaal
De kleine zilverreiger heeft een groot verspreidingsgebied en daardoor is de kans op de status kwetsbaar (voor uitsterven) gering. De grootte van de populatie wordt geschat op 640.000 tot 3,1 miljoen individuen en dit aantal stijgt nog. Om deze redenen staat de kleine zilverreiger als niet bedreigd op de internationale Rode Lijst van de IUCN.
De IOC World Bird List onderscheidt binnen het verspreidingsgebied twee ondersoorten:
- E. g. garzetta (Van Europa tot in Japan en verder Afrika tot Zuid-Afrika, India en de Filipijnen)
- E. g. nigripes (Grote Soenda-eilanden tot in Australië en Nieuw-Zeeland).

Net als de in Nederland veel geziene blauwe reiger, komt de kleine zilverreiger in een land als Japan veel voor in stedelijk gebied. De vogel is ook weinig schuw.

### Nederland en Vlaanderen
Volgens bronnen uit de 14de eeuw zou de kleine zilverreiger toen in Nederland voorkomen. In de 20ste eeuw was het tot 1980 een uiterst zeldzame vogel. Het eerste broedgeval was in 1979 in de Oostvaardersplassen. Een tweede broedpoging was in 1994 op Voorne. Daarna nam het aantal broedvogels snel toe. Volgens SOVON waren er in 2022 ca. 70 broedparen, grotendeels in het zuidwesten van het land - een toename ten opzichte van de jaren negentig, maar een afname ten opzichte van de piekjaren in de late jaren '00, waarin meer dan honderd paren tot broeden kwamen. Verder is de zilverreiger een doortrekker in zeer klein aantal en in nog kleiner aantal overwinteraar, vooral in Zeeland en de rest van het Deltagebied.
Omdat het aantal broedvogels nog steeds betrekkelijk klein is, is de kleine zilverreiger in 2004 als gevoelig op de Nederlandse Rode Lijst gezet. De soort staat ook op de Vlaamse Rode Lijst, maar dan als zeldzaam. Verder valt hij onder het AEWA-verdrag.

## Afbeeldingen

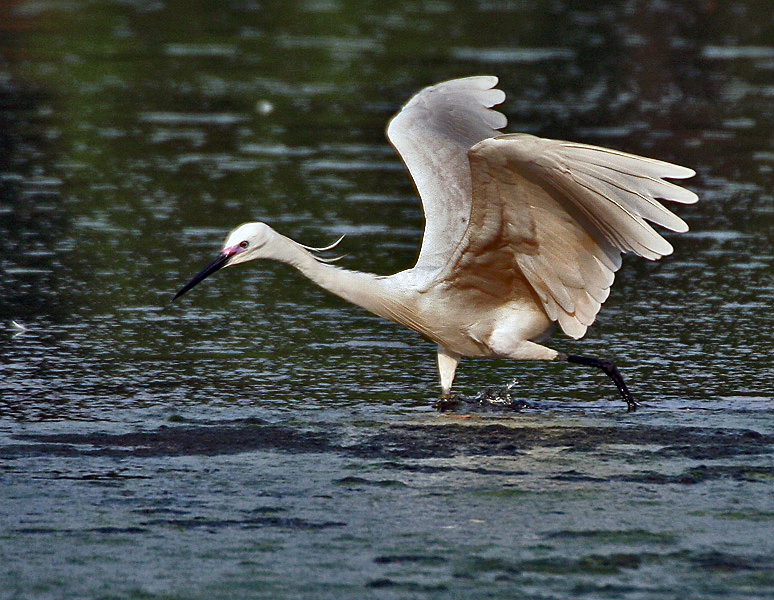
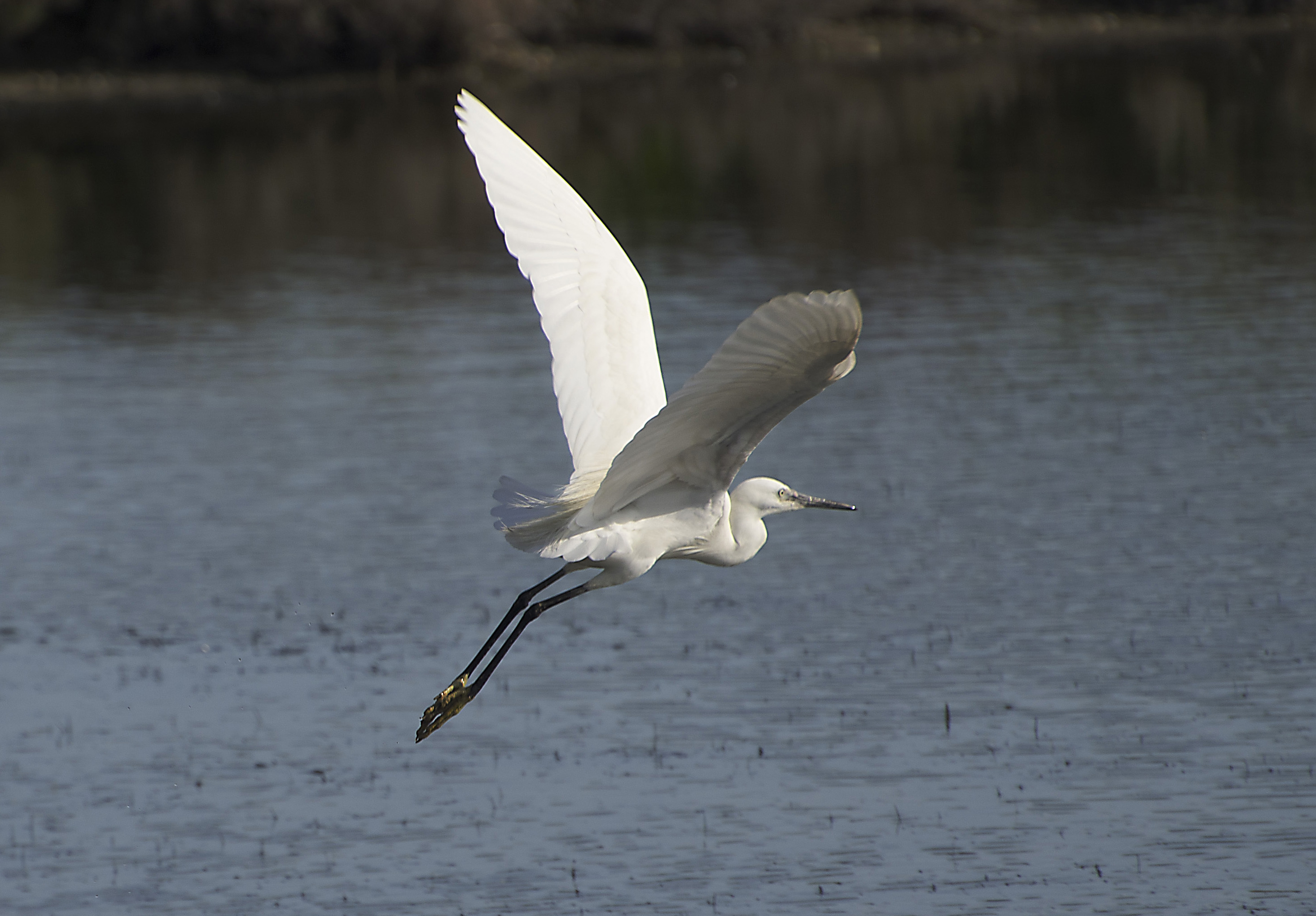
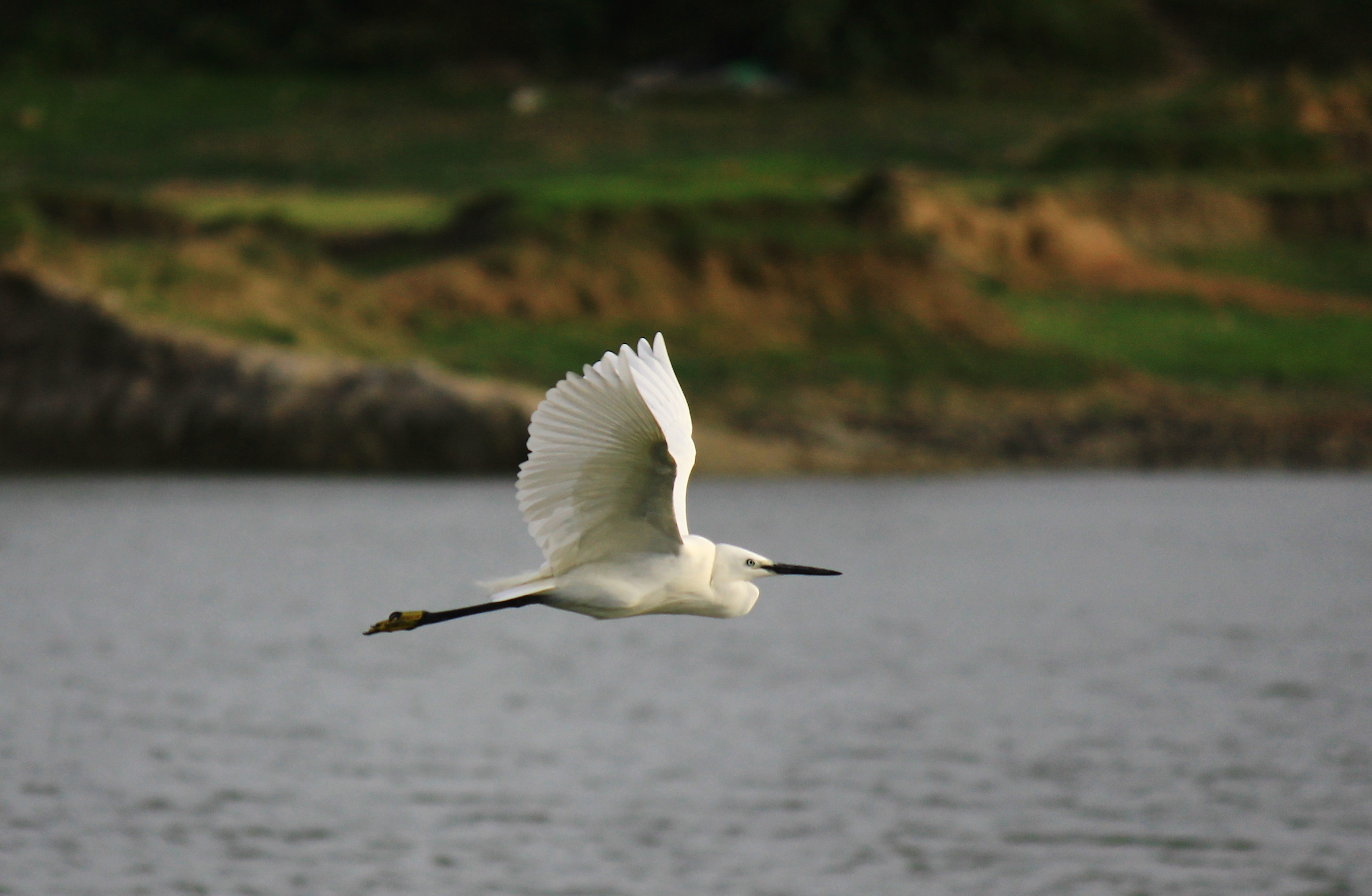
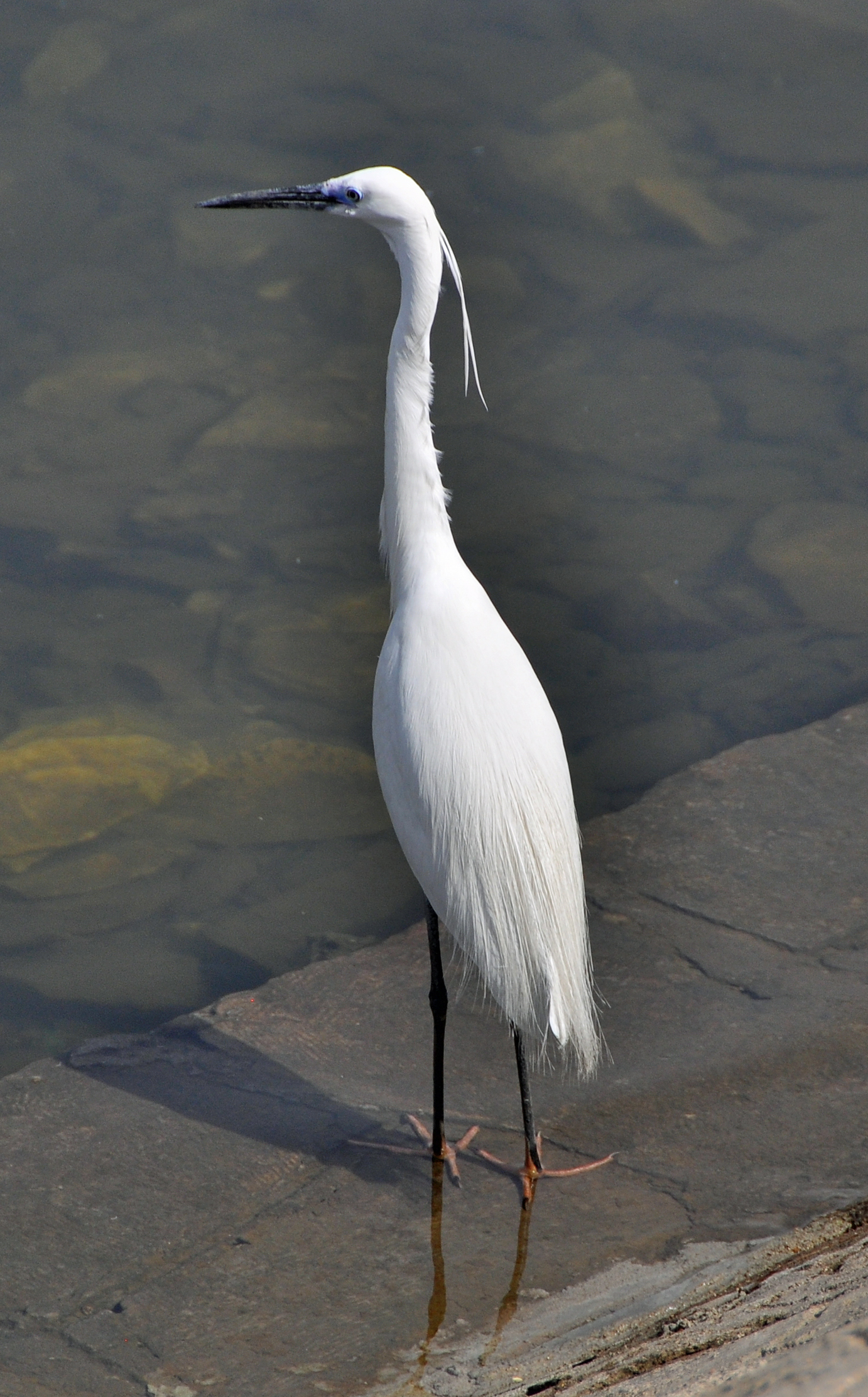
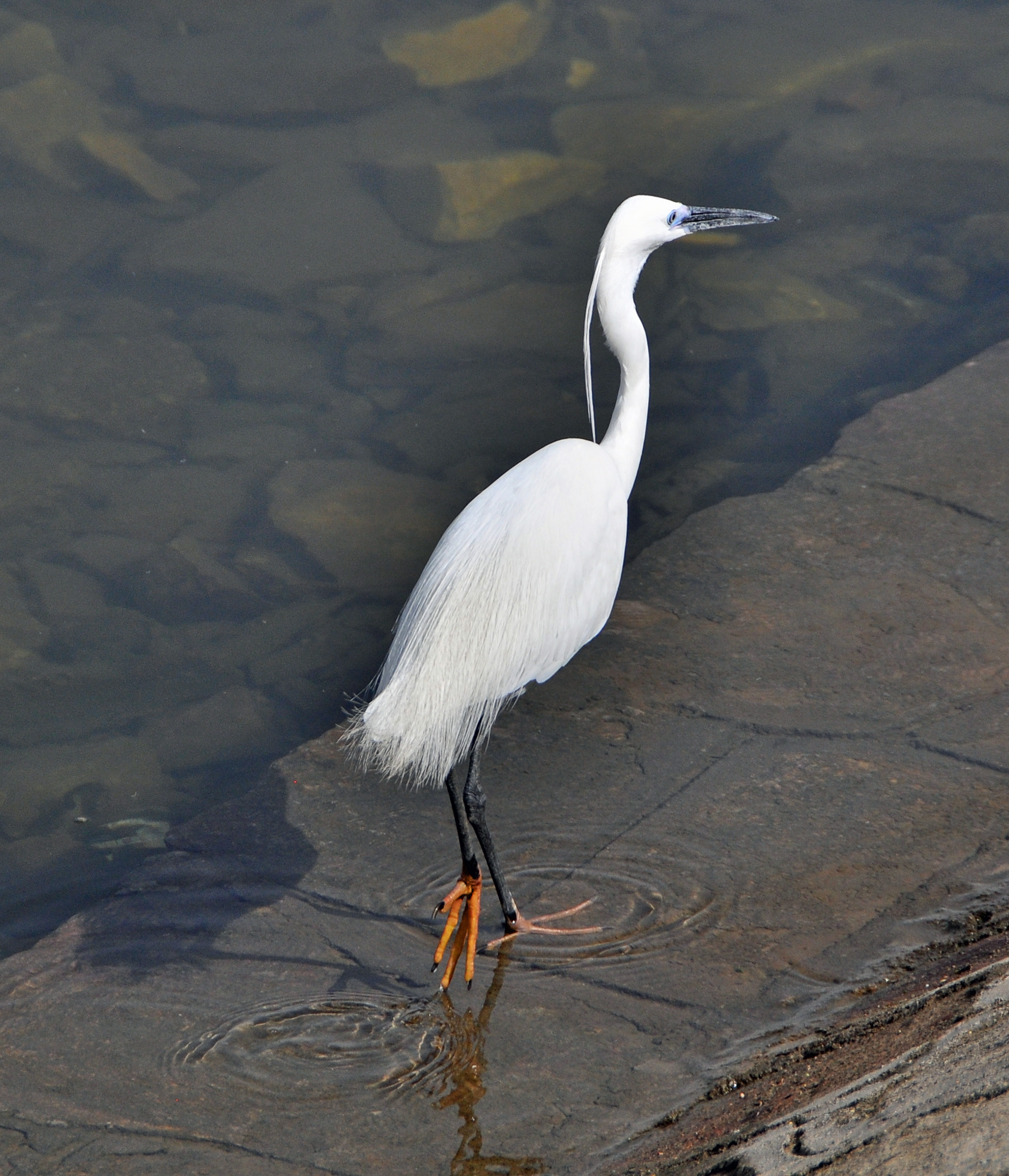
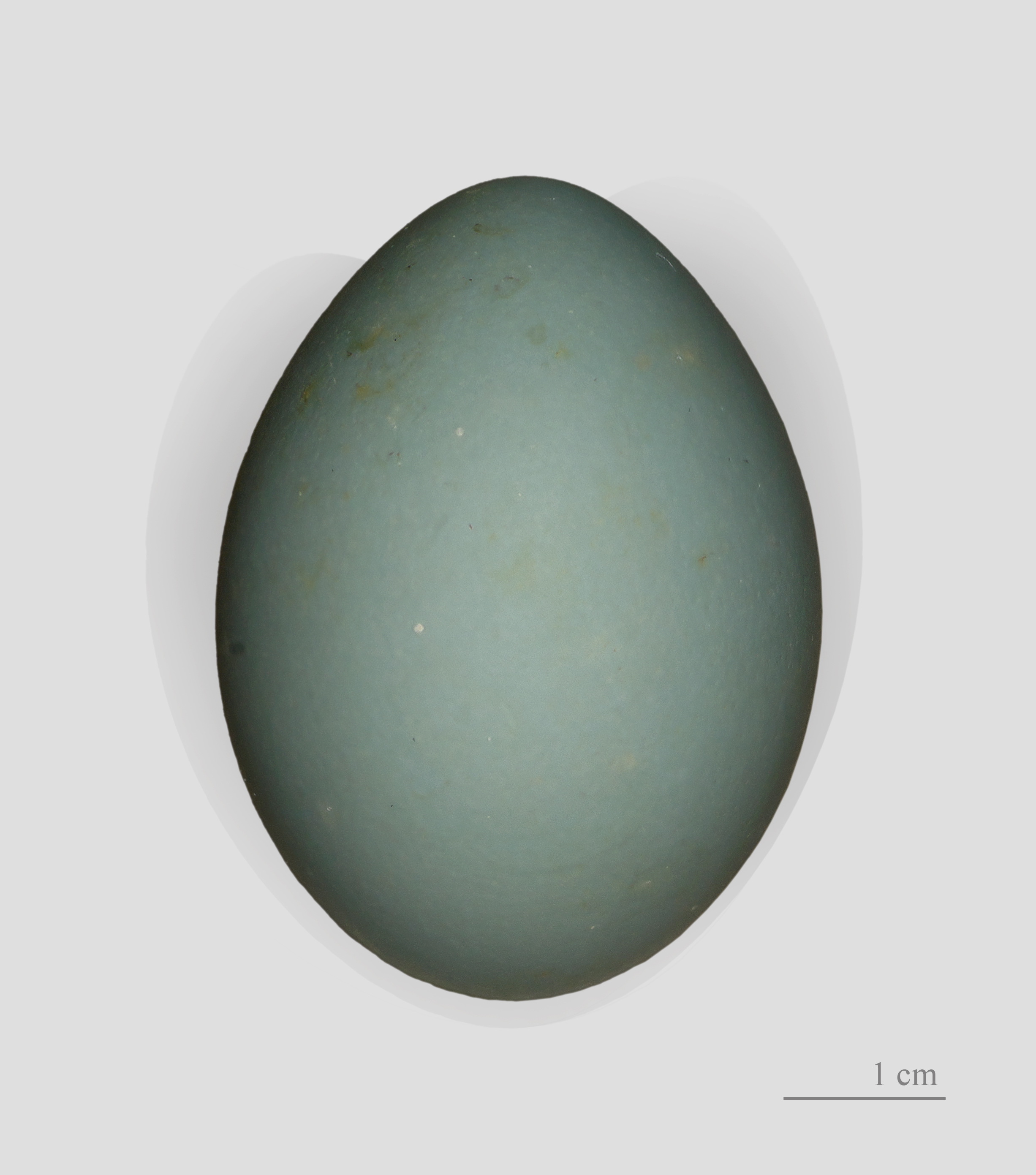
ei